# Мансаналь-де-лос-Інфантес
Мансаналь-де-лос-Інфантес (ісп. Manzanal de los Infantes) — муніципалітет в Іспанії, у складі автономної спільноти Кастилія-і-Леон, у провінції Самора. Населення — 147 осіб (2010).
Муніципалітет розташований на відстані близько 290 км на північний захід від Мадрида, 80 км на північний захід від Самори.
На території муніципалітету розташовані такі населені пункти: (дані про населення за 2010 рік)
- Донадільйо: 29 осіб
- Дорнільяс: 7 осіб
- Лансерос: 32 особи
- Мансаналь-де-лос-Інфантес: 23 особи
- Отеро-де-лос-Сентенос: 33 особи
- Сехас-де-Санабрія: 23 особи

## Демографія
Динаміка населення (INE ):